# Heinrich II. (Hessen)

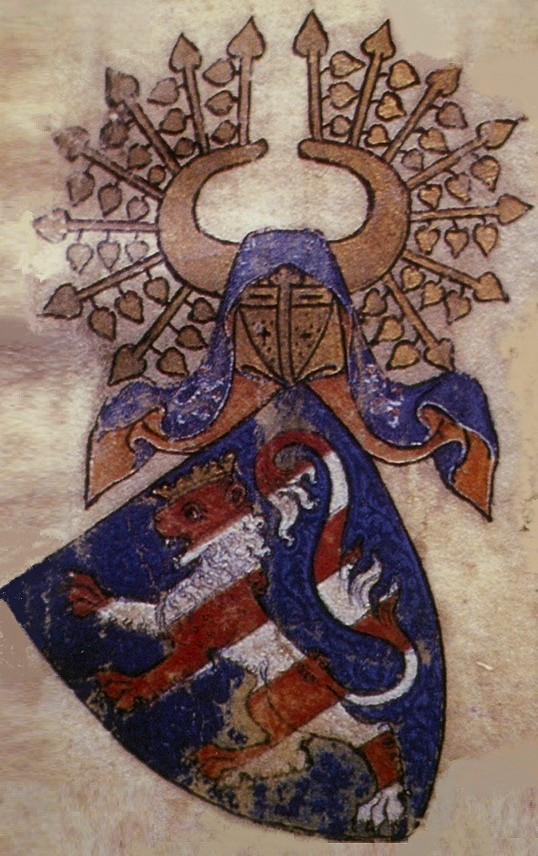
Wappen

Heinrich II., genannt Der Eiserne (* vor 1302; † 3. Juni 1376) war Landgraf von Hessen von 1328 bis zu seinem Tod 1376. Mitregent war er bereits seit 1320/21. Heinrich II. war der Sohn von Otto I. von Hessen und Enkel von Heinrich I. Er stammt damit aus der Adelsfamilie der Reginare.

## Regierung
Heinrich führte den Konflikt gegen Kurmainz, den schon sein Vater geführt hatte und der mit der Dernbacher Fehde eng verwoben war, fort. Er siegte über die Mainzischen Truppen im Jahre 1328 in der Schlacht bei Wetzlar, in der der mainzisch-nassauische Feldhauptmann Johann von Nassau fiel. Nachdem sein Hauptgegner, der Erzbischof Matthias von Buchegg, im August 1328 verstorben war, verglich sich Heinrich mit Mainz und dessen Verbündeten. Da Mainz aber in der Landgrafschaft viele Klöster, Kirchen und auch Städte besaß, kam es weiterhin zu Konflikten, die in kriegerische Auseinandersetzungen mündeten. Diese fanden in den Jahren 1336 und 1346 statt, bei denen sich sogar die Brüder Heinrichs auf die Seite von Kurmainz stellten. 1354 kam es dann zu einem erneuten Ausgleich zwischen Hessen und Mainz, bei dem sich Heinrich II. die weltlichen Befugnisse über die Geistlichkeit in der Landgrafschaft sicherte. Er vergab Kirchhain als hessisches Lehen an Mainz, erhielt aber dafür den mainzischen Anteil am Reinhardswald; später kaufte er auch den Paderborner Teil dazu.
Im Jahr 1329 eroberte Heinrich II. die Herrschaft Treffurt, deren raubritterische Herren 1333 verjagt wurden und deren Herrschaft ab 1336 gemeinschaftlich von Hessen, Mainz und Thüringen verwaltet wurde. Weitere Zukäufe fanden unter Heinrich II. vor allem im Osten der Landgrafschaft statt. Er erwarb 1346 Spangenberg von den mit den Treffurter Rittern verwandten Herren von Spangenberg und kaufte 1357 einen Teil der Herrschaft Itter. 1360 erwarb er gemeinsam mit Elisabeth von Henneberg-Schleusingen (der Witwe des Grafen Johann I. von Henneberg-Schleusingen) die Herrschaft Schmalkalden mit Schmalkalden und Herrenbreitungen und schloss mit ihr einen gegenseitigen Erbvertrag ab. Der Kaufpreis betrug 4300 Goldgulden.
1347 besiegte Heinrich auf der Ebene zwischen Fritzlar und Gudensberg den Mainzer Erzbischof Heinrich von Virneburg entscheidend. Letzterer war im April 1346 wegen seiner Parteinahme für Kaiser Ludwig IV. von Papst Clemens VI., der in diesem Jahre die Wahl Karls IV. zum Rex Romanorum betrieb, abgesetzt und durch Gerlach von Nassau ersetzt worden. Heinrich von Virneburg ignorierte die päpstliche Entscheidung und stritt bis zu seinem Tode 1353 mit Gerlach um das Erzbistum. Landgraf Heinrich unterstützte Gerlach, und nach dem Tode Heinrichs von Virneburg musste Mainz, auf Grund der Niederlage von 1347 und Gerlachs Versprechungen gegenüber Landgraf Heinrich, seine nieder- und oberhessischen Besitzungen von den Landgrafen als Lehen nehmen; lediglich Fritzlar, Amöneburg und Naumburg blieben Eigenbesitz.
Im Jahre 1340 berief Heinrich II. seinen einzigen Sohn Otto II. „der Schütz“ zum Mitregenten. Da dieser aber schon 1366 starb, musste sich Heinrich nach einem anderen Nachfolger umsehen. Er wählte zunächst seinen Enkel, Herzog Otto von Braunschweig, der nach fränkischem Recht auch erbberechtigt war. Weshalb er schon 1367 seinem Enkel das Erbe absprach und sich stattdessen für seinen Neffen Hermann (dem nächsten in der Erbfolge nach fränkischem Recht) entschied, ist heute nicht mehr sicher zu ermitteln. Nach der Hessische Chronica von Wilhelm Dilich entschloss sich Heinrich dazu, weil Otto ein „wüstes Leben“ führte und sich lieblos über seinen Großvater äußerte.
Es kam zu schweren Kämpfen zwischen Hessen und dem Herzogtum Braunschweig-Lüneburg. Um 1370 suchte sich Otto von Braunschweig Verbündete gegen den Landgrafen und schloss sich mit Graf Gottfried VII. von Ziegenhain und einem großen Teil des hessischen und Teilen des westfälischen, thüringischen und sächsischen Adels bzw. der Ritterschaft zum Sternerbund zusammen. 1372 verschlimmerte sich die Lage für Heinrich II., als sich im Westen der Landgrafschaft der „Bund der alten Minne“ unter Führung Johanns von Nassau gegen den Landgrafen wandte.
Heinrichs Hauptstütze in dieser Zeit waren seine Städte. Als er im Jahr 1372 gegen den Sternerbund zog, begann der Sternerkrieg. Ab dieser Zeit suchte nun auch Heinrich nach weiteren Verbündeten und schloss im Jahr 1373 mit Friedrich III. dem Strengen, Landgraf von Thüringen, Markgraf von Meißen, einen Erbschutzvertrag und trug dem Kaiser die Landgrafschaft zu Lehen auf. Hermann der Gelehrte war dafür im Jahr 1375 in Prag bei Karl IV, der am 13. Dezember 1375 die Erbverbrüderung, das Lehen über Hessen und die Lehensanwartschaft auf Thüringen und Meißen bestätigte. Heinrich II. hatte damit erreicht, dass Otto von Braunschweig keine Aussicht mehr auf das Erbe der Landgrafschaft hatte. Mit dem Markgrafen von Meißen und Landgrafen von Thüringen hatte er auch die Stärke, den Ritterbünden im ganzen Land entgegenzutreten. Somit sah Otto wohl keine Möglichkeit mehr, seine Erbansprüche durchzusetzen. Er reagierte darauf, indem er im Jahr 1376 – ein Jahr vor dem Tod des Landgrafen – mit Heinrich einen Friedensvertrag abschloss. In diesem Vertrag verzichtete Otto auf seine Ansprüche in Hessen. Spätestens mit der kaiserlichen Entscheidung zugunsten der Landgrafen und dem Friedensvertrag brach auch die Front der Ritterschaft gegen den Landgrafen zusammen. Weiterhin erreichte Heinrich damit, dass seine Landgrafschaft nun als ganzes vom Kaiser anerkannt war, womit die Macht des Hauses Hessen erheblich gestärkt wurde. Durch den Sternerkrieg kam es 1373 auch zu einem Schutzbündnis mit der Stadt Hersfeld, wodurch die Landgrafen erstmals weltlichen Einfluss im Machtbereich der Reichsabtei Hersfeld erhielten.
In seiner Residenzstadt Kassel gründete Heinrich II. 1330 auf der anderen Fuldaseite einen neuen Stadtteil, der Unterneustadt oder auch nur Neustadt genannt wurde. Eine Brücke verband die Altstadt mit der Neustadt. Auch die Altstadt wurde ab 1330 erweitert. Auf dem zugeschütteten Trockengraben der Stadtbefestigung, der die noch kleine Siedlung umgab, entstand die Schloßstraße (ein Teil dieser Straße ist heute der „Graben“) und am Brink entstanden die ersten Neubauten. Die Oberste Gasse, die Mittelgasse, der Steinweg und die Müllergasse mit ihren Quergassen entstanden hier als erstes. Für die Bürger, die sich hier ansiedelten, wurden zeitweise Steuern und Abgaben erlassen (die so genannte „Kasseler Freiheit“). Die Freiheit wurde als eigene Stadt mit eigenem Bürgermeister gegründet, und noch lange Zeit nach dem dies nicht mehr der Fall war, nannte man dieses Viertel „in der Freiheit“.
Der Plan Heinrichs, in der Freiheit einen Dom zu errichten, wurde wegen der angespannten finanziellen Lage der Landgrafschaft schon bald wieder aufgegeben. Stattdessen entstand die wesentlich kleinere Martinskirche, die Heinrich 1366 dennoch zu einem Domstift erhob. Die Kirche wurde aber erst zwei Jahrhunderte später fertiggestellt. Ansonsten trat Heinrich gegen die häufigen Vermächtnisse und Schenkungen an Kirchen und Klöster ein, um deren weltliche Macht zu beschränken. Dies war mit ein Grund, warum sich in der Ritterschaft so viele gegen den Landgrafen wandten.
Wegen der Kämpfe in den vergangenen neun Jahren waren die landgräflichen Kassen belastet, weshalb Heinrich im Jahr 1375 eine neue Steuer auf alle eingeführten Waren erhob. Dies erregte den Unmut der Bürger und des Adels in seinem letzten Regierungsjahr und führte zur zeitweiligen Besetzung der Burg in Kassel durch die dortigen Bürger. Nach der Niederschlagung der Unruhen durch Landgraf Hermann II. wurde dies mit einer Anzahl von Todesurteilen geahndet.
Heinrich II. verlieh als erster Landgraf erbliche Hofämter. Das Amt des Erbmarschalls verlieh er im Jahr 1343 an die Herren von Eisenbach, das Erbkämmereramt ging 1369 an die Herren von Berlepsch, und im selben Jahr erhielt die Familie Schenck zu Schweinsberg das Erbschenkenamt.
Heinrich II. starb, fast achtzigjährig, am 6. Juni 1376 und wurde in der Elisabethkirche in Marburg beigesetzt. Sein Neffe Hermann II. folgte ihm als Landgraf von Hessen.

## Familie
Heinrich II. heiratete 1321 Elisabeth von Thüringen, Tochter von Friedrich von Meißen. Als Heinrich Vorwürfe wegen Ehebruchs gegen sie erhob, zog sie sich 1339 nach Eisenach zurück, wo sie unter dem Schutz ihres Bruders lebte. Sie starb 1367 in Eisenach und wurde dort auch beigesetzt. Sie hatte mit Heinrich II. fünf Kinder:
- Otto II., „der Schütz“ (* vor 1322; † Dezember 1366), heiratete 1338 Elisabeth, Tochter von Dietrich VII. von Kleve. Die Ehe blieb kinderlos. Ab 1339 war er Mitregent seines Vaters und kaiserlicher Statthalter in Mühlhausen. Otto beteiligte sich unter anderem an zwei siegreichen Fehden seines Vaters (1356 und 1361) gegen den Fuldaer Abt Heinrich VII. von Kranlucken. Otto II. nahm seine Residenz in Spangenberg, wo er 1366 starb und in der Karmeliterkirche beigesetzt wurde. Sein früher Tod gab Anlass zu der Vermutung, dass er an einem Giftanschlag starb, der vom Abt von Fulda veranlasst worden sein soll. (Das Gleiche wurde behauptet, als der junge Magdeburger Domherr Otto von Hessen im Jahre 1357 starb.)
- Judith, starb als Kind
- Adelheid  (* 1324; † 1371), seit 1341 Ehefrau von Kasimir III. von Polen
- Elisabeth († 7. März 1390), am 4. Oktober 1341 mit Herzog Ernst von Braunschweig († 1367) verheiratet, Mutter von Otto von Braunschweig. Sie starb 1390 in Göttingen und wurde in Hannover beigesetzt.
- Margaretha († 1353), war ab 1339 Nonne im Kloster Haydau.